# Puʻu Huluhulu
Koordinaten: 19° 41′ N, 155° 28′ W

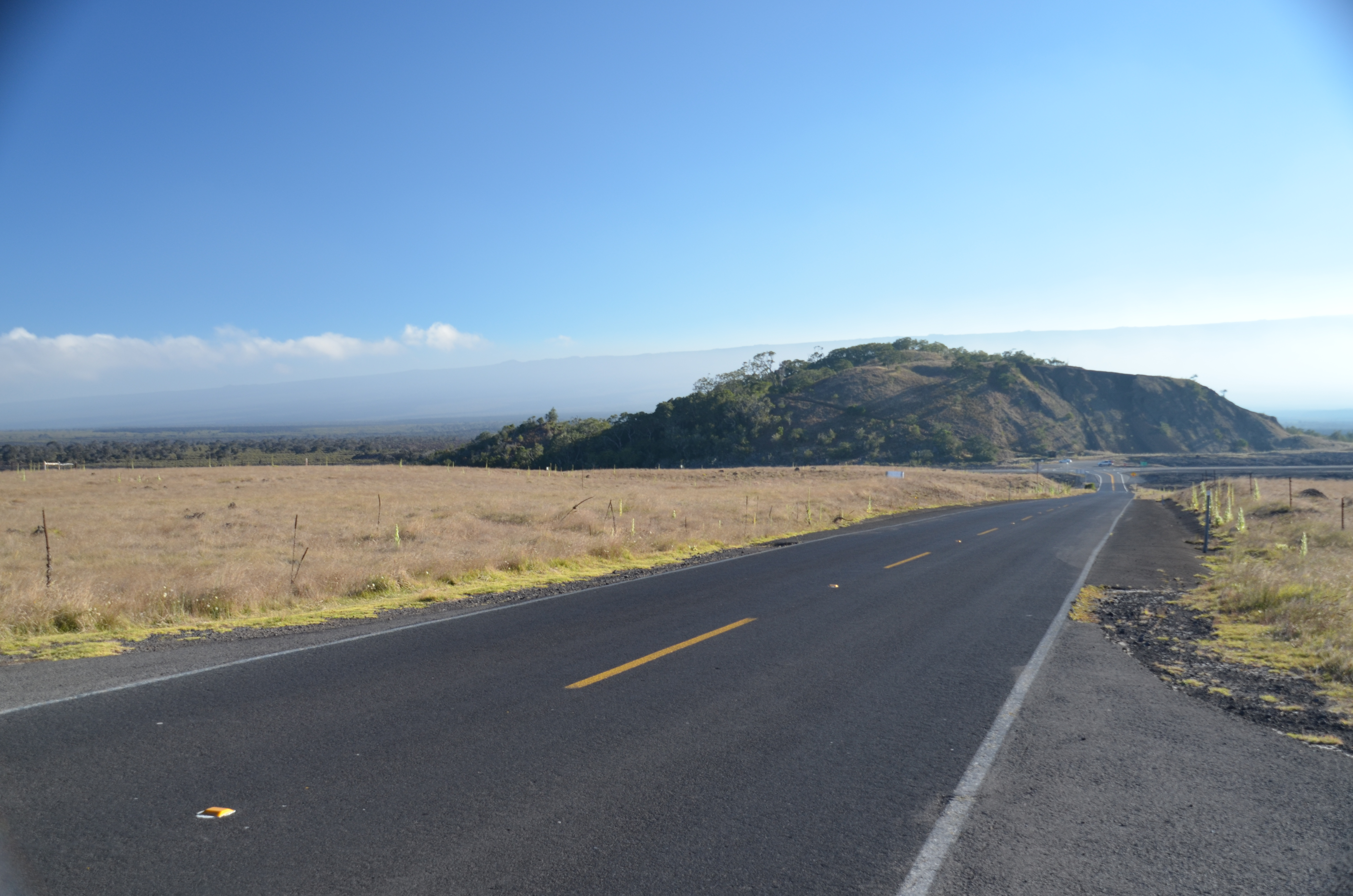
Puʻu Huluhulu von der Straße zum Mauna Kea aus gesehen

Puʻu Huluhulu ist ein Vulkankegel in der Nähe des Zentrums der Insel Hawaiʻi im Bundesstaat Hawaii. Er befindet sich auf der südlichen Seite der Hawaii Route 200 (Daniel K. Inouye Highway, lokal auch als Saddle Road bekannt), direkt gegenüber der Kreuzung des Highways mit der Zufahrtsstraße zum Mauna Kea. Puʻu Huluhulu ist hawaiisch für „rauer“ oder „haariger“ Hügel (puʻu=Hügel und huluhulu=rau, nicht glatt, haarig). Ein gleichnamiger Hügel befindet sich im Hawaiʻi-Volcanoes-Nationalpark.
Der Hügel ist ein kīpuka, das heißt ein älterer, mit Vegetation bewachsener Vulkanhügel, der von einem jüngeren erkalteten Lavastrom umgeben ist. Er liegt an der Hawaii Route 200 und ist ein Schutzgebiet für einheimische Bäume und ein Naturpfad.
Anfang Juli 2019 versammelten sich verschiedene Gruppen, die gegen das Dreißig-Meter-Teleskop protestierten, auf dem Puʻu Huluhulu, um die Zufahrtsstraße zum Mauna Kea zu blockieren und den Bau vorübergehend zu stoppen, obwohl der Oberste Gerichtshof von Hawaii entschieden hatte, dass der Bau weitergehen darf.

## Galerie

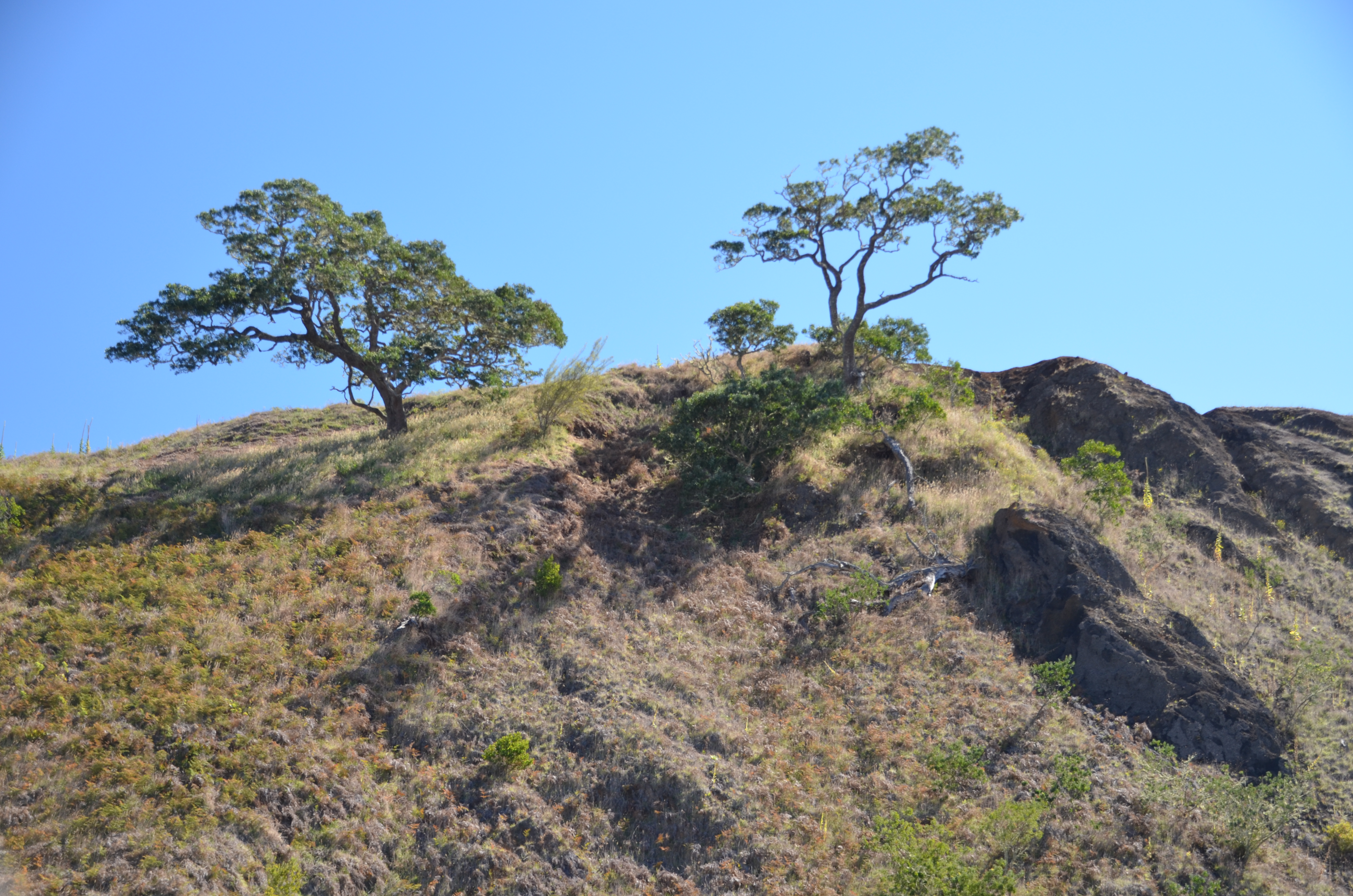
Puʻu Huluhulu
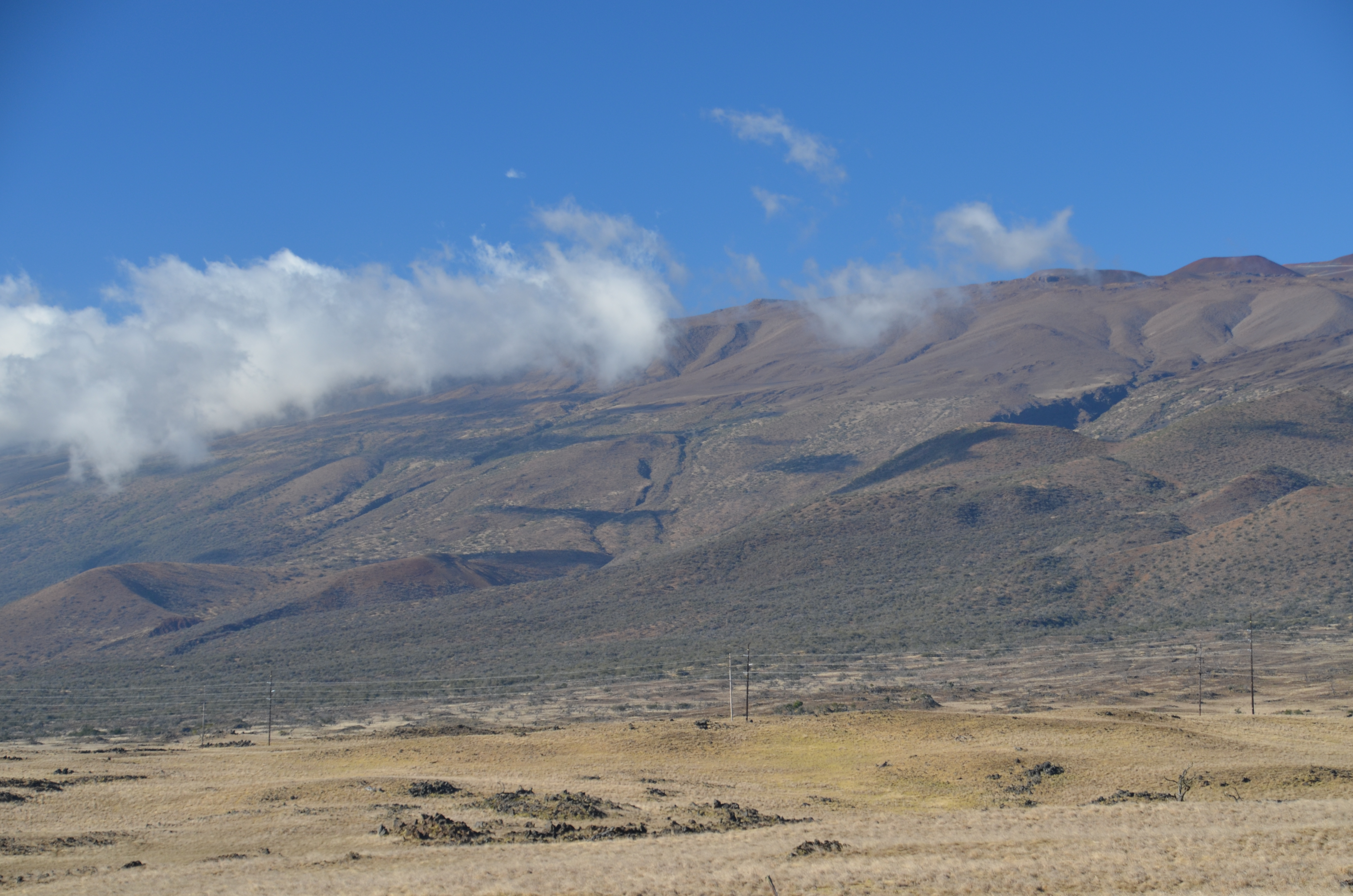
Mauna Kea von Puʻu Huluhulu aus gesehen
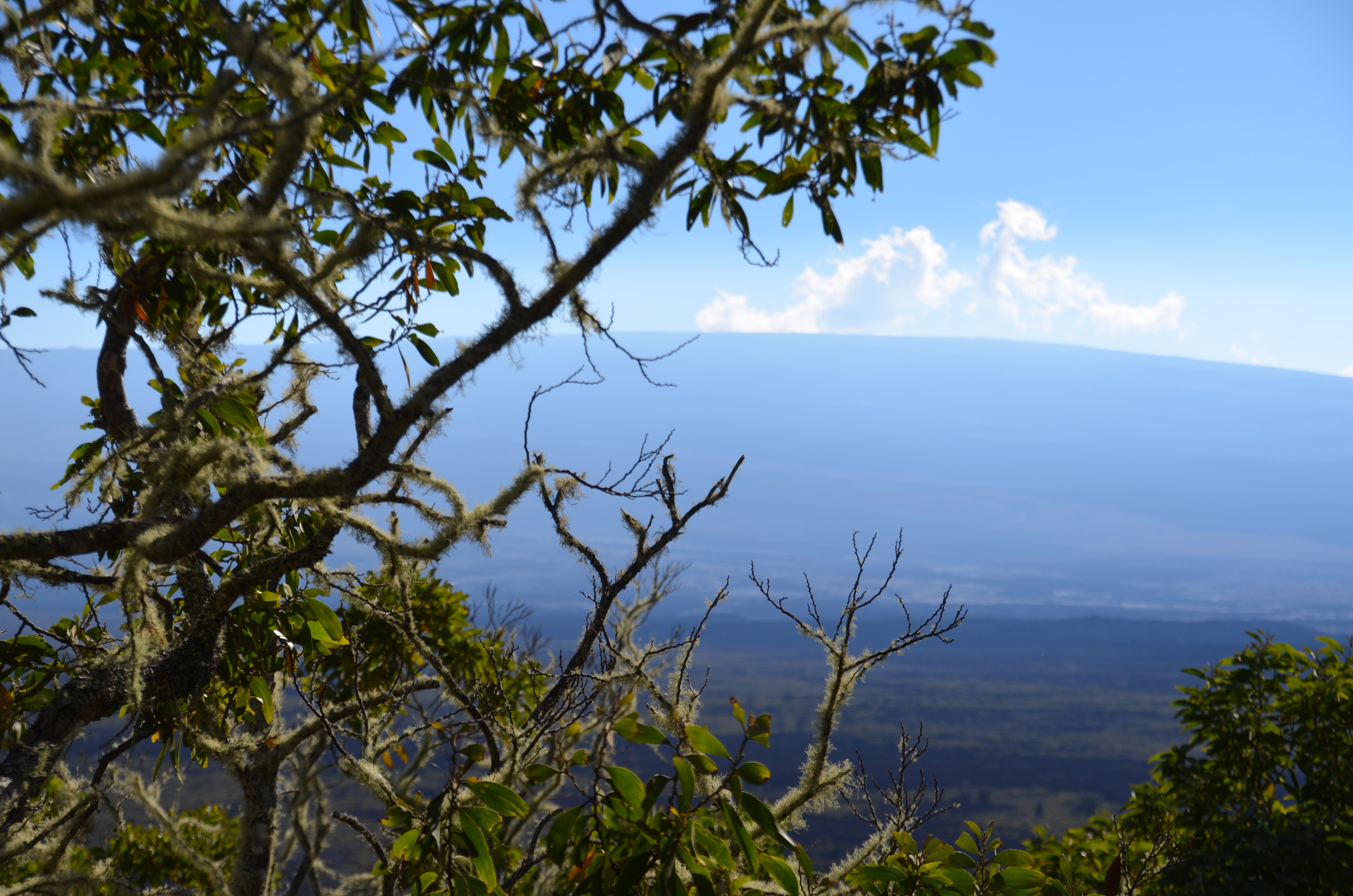
Mauna Loa von Puʻu Huluhulu aus gesehen
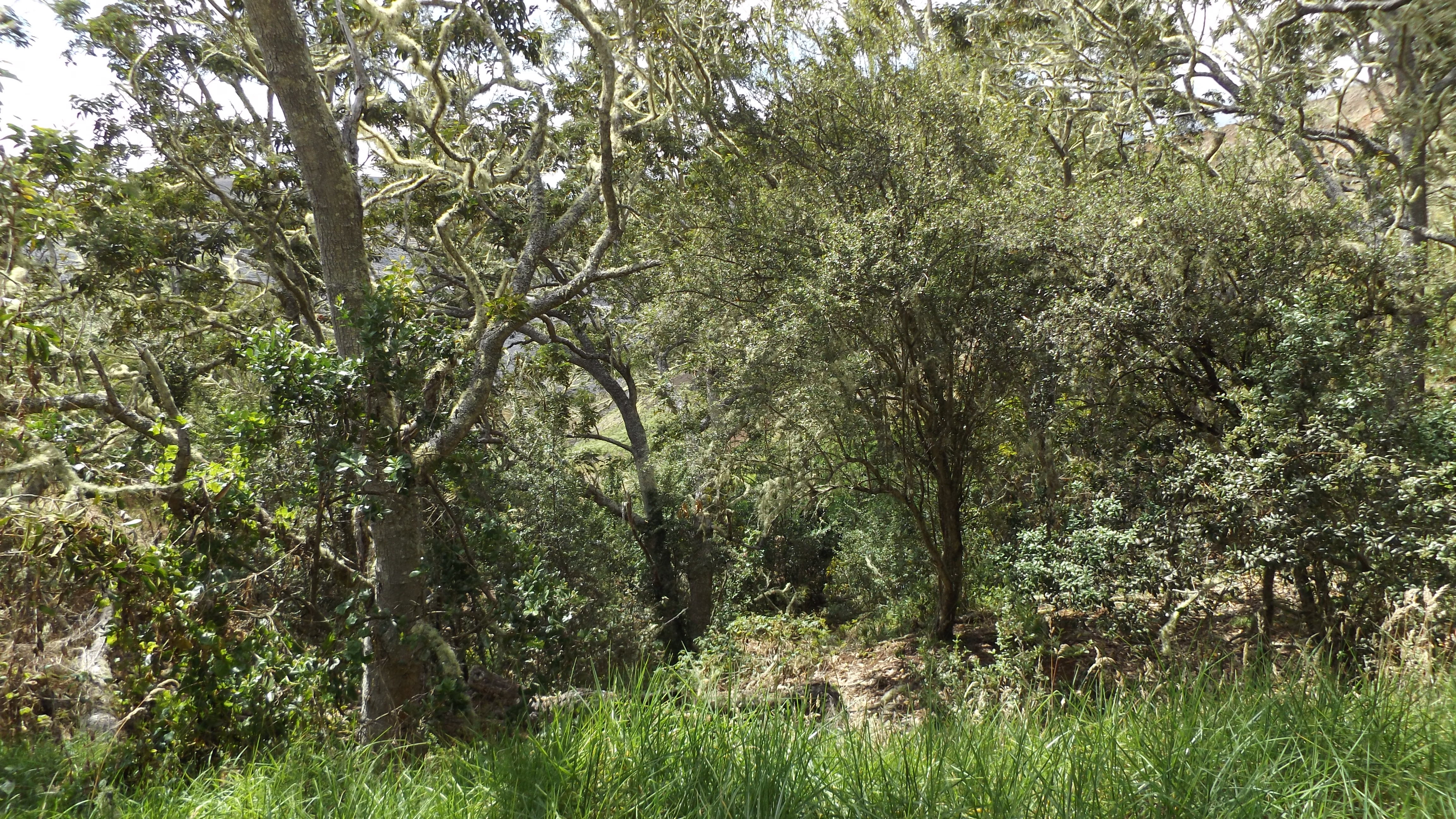
Koa und andere einheimische Vegetation Hawaiʻis sind hier erhalten.
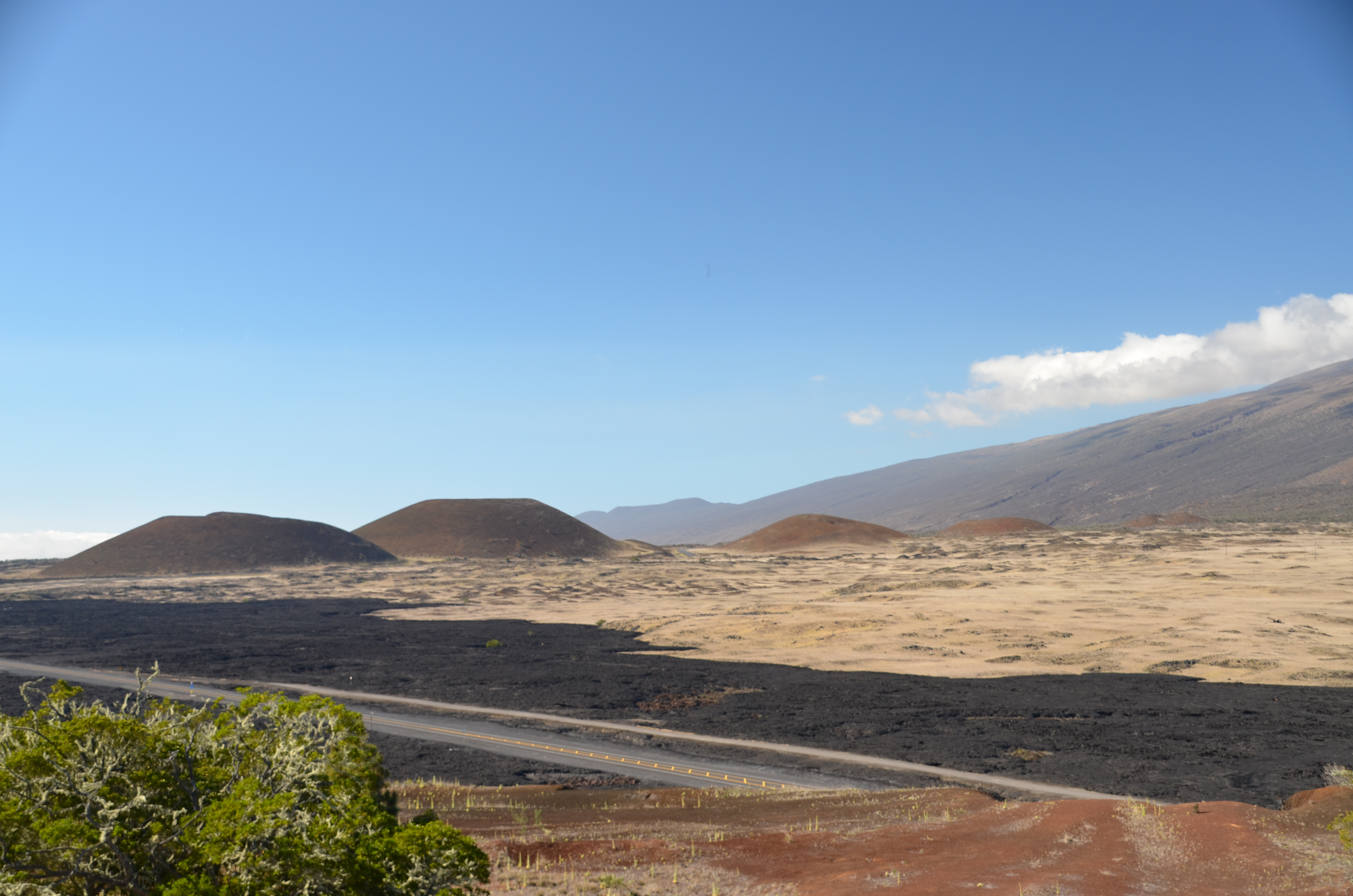
Blick nach Nordwesten, mit Lavaplateau und Schlackenkegeln
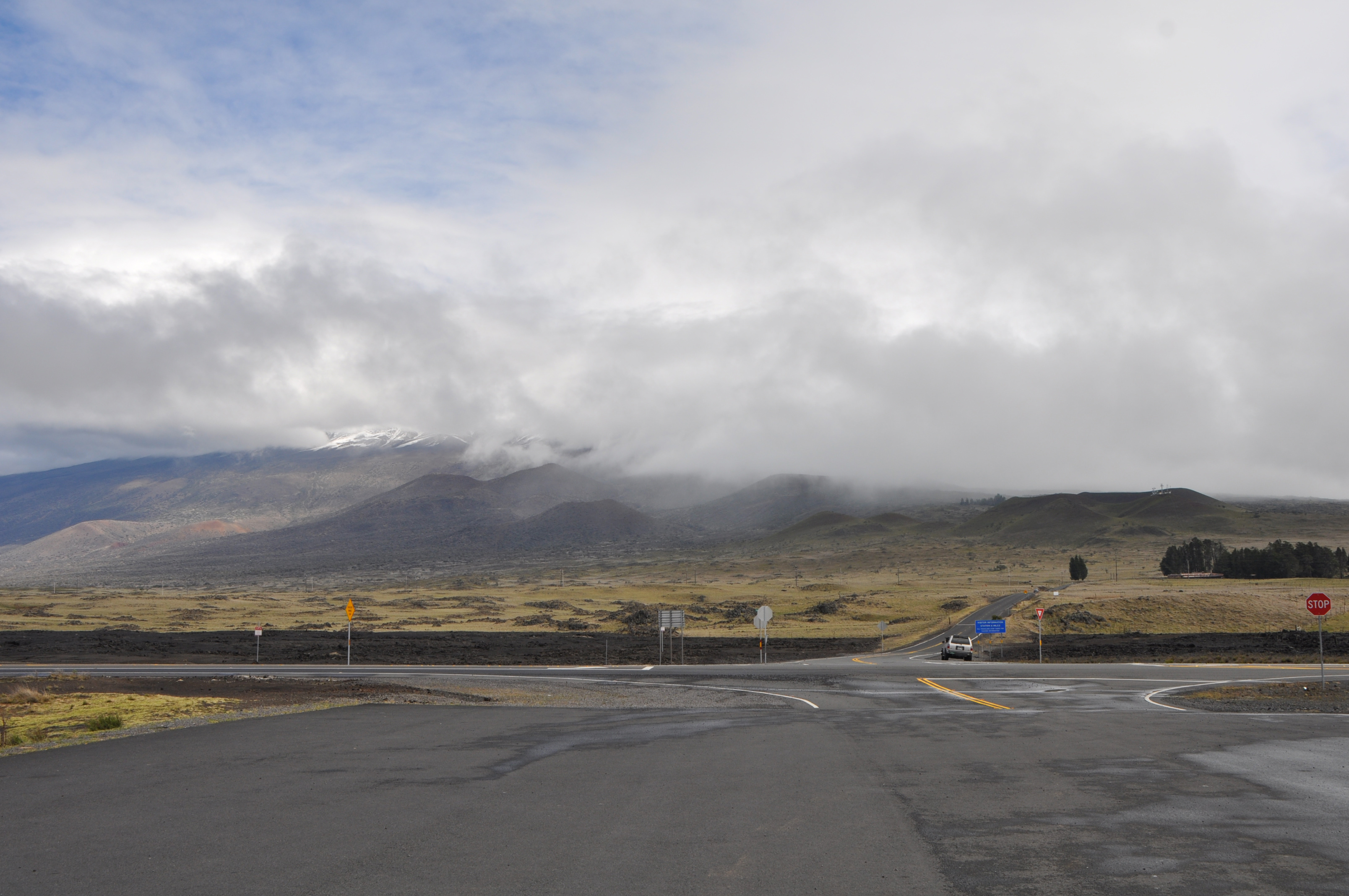
Der Anfang der Zufahrtsstraße zum Mauna Kea für das Onizuka Center for International Astronomy und die Mauna Kea Observatorien.